# Georg Heckel (Intendant)
Georg Heckel (* 1967 in Saarbrücken) ist ein deutscher Theaterintendant, Opernregisseur und Opernsänger im Stimmfach Bassbariton.

## Leben
Heckel, in Saarbrücken geboren, wuchs in Aachen auf. Schon als Schüler wurde er bei Claudio Nicolai an der Musikhochschule Köln angenommen. Nach dem Abitur studierte er aber zunächst Musikwissenschaft und Germanistik an der Universität Köln. Nebenbei wirkte er an Produktionen der Oper Köln mit, wo er unter Willy Decker, Jean-Pierre Ponnelle und Harry Kupfer arbeitete. Es schloss sich ein Gesangsstudium an der Musikhochschule Freiburg an, ging dann an die Musikhochschule Karlsruhe zu Aldo Baldin. Auf Grund dessen frühen Tods 1994 beendete er seine Ausbildung an der Musikhochschule Köln.
Zusätzlich nahm er Privatunterricht bei Elisabeth Schwarzkopf, Charles Spencer, Vera Rózsa, Kurt Moll und Renata Scotto.
Schließlich debütierte er am Landestheater Coburg und wechselte dann in das Opernstudio der Oper Köln, es folgten unter anderem Gastauftritte in Erfurt, Freiburg, Basel, Leipzig, Saarbrücken, Palermo („Schulze“ in Die Zwillingsbrüder) und Baden-Baden („Don Alfonso“ in Così fan tutte).
Neben seinen Auftritten studierte er Kulturmanagement an der Fernuniversität Hagen.
2006 wurde er Chefdisponent am Staatstheater Darmstadt. Dort bekleidete er ab 2008 das Amt des künstlerischen Betriebsdirektors und ab 2010 zusätzlich das des Operndirektors.
Im Januar 2014 ging er ans Theater Augsburg als geschäftsführender Leiter des Musiktheaters. Seit der Spielzeit 2014/15 war außerdem stellvertretender Intendant. In der Spielzeit 2017/18 war er künstlerischer Betriebsdirektor sowie Spartenleiter Musiktheater am Theater Freiburg. Seit der Spielzeit 2018/2019 ist er Intendant des Landestheaters Detmold. Im Dezember 2021 verlängerte der Aufsichtsrat des Landestheaters Detmold Heckels Vertrag um fünf Jahre.
Im Sommer 2024 wurde Georg Heckel Generalintendant des Oldenburgischen Staatstheaters.
Heckel ist mit der Sopranistin Adréana Kraschewski verheiratet.

### Inszenierungen
- 2022: Benjamin Britten: The Turn of the Screw[11][12][13]
- 2020: Ernst Toch: Die Prinzessin auf der Erbse[14]

### Rollen (Auswahl)
- 1998: Hoffmanns Erzählungen (als Hermann[1])
- 1999: Gianni Schicchi (als Guccio[2])
- 2003: Der Freischütz (als Kuno[15])
- 2004: Der Vogelhändler (als Baron Weps)
- 2004: Lulu (als Schigolch[16])
- 2005: Hänsel und Gretel (als Vater[17])
- 2010: Anatevka (als Wachtmeister[18])

## Diskografie
- 1998: Schubert: Die Zwillingsbrüder, Aufnahme 1997, Bongiovanni GB 2225-2[19]